# Andy Runton
Andy Runton est un auteur de bande dessinée américain. En 2001, il crée la populaire série tous publics Owly, éditée depuis 2004 par Top Shelf Productions.

## Prix et récompenses
- 2002 : Prix Harvey du meilleur nouveau talent pour Owly
- 2005 : Prix Ignatz du nouveau talent prometteur pour Owly
- 2006 : 
  - Prix Eisner du meilleur titre jeune public pour Owly t. 3 : Flying Lessons
  - Prix Ignatz de la meilleure série pour Owly